# بلتیا
بلتیا (نام علمی: Bletia) نام یک سرده از تبار رودرختان است.